# 神現修道院 (モスクワ)

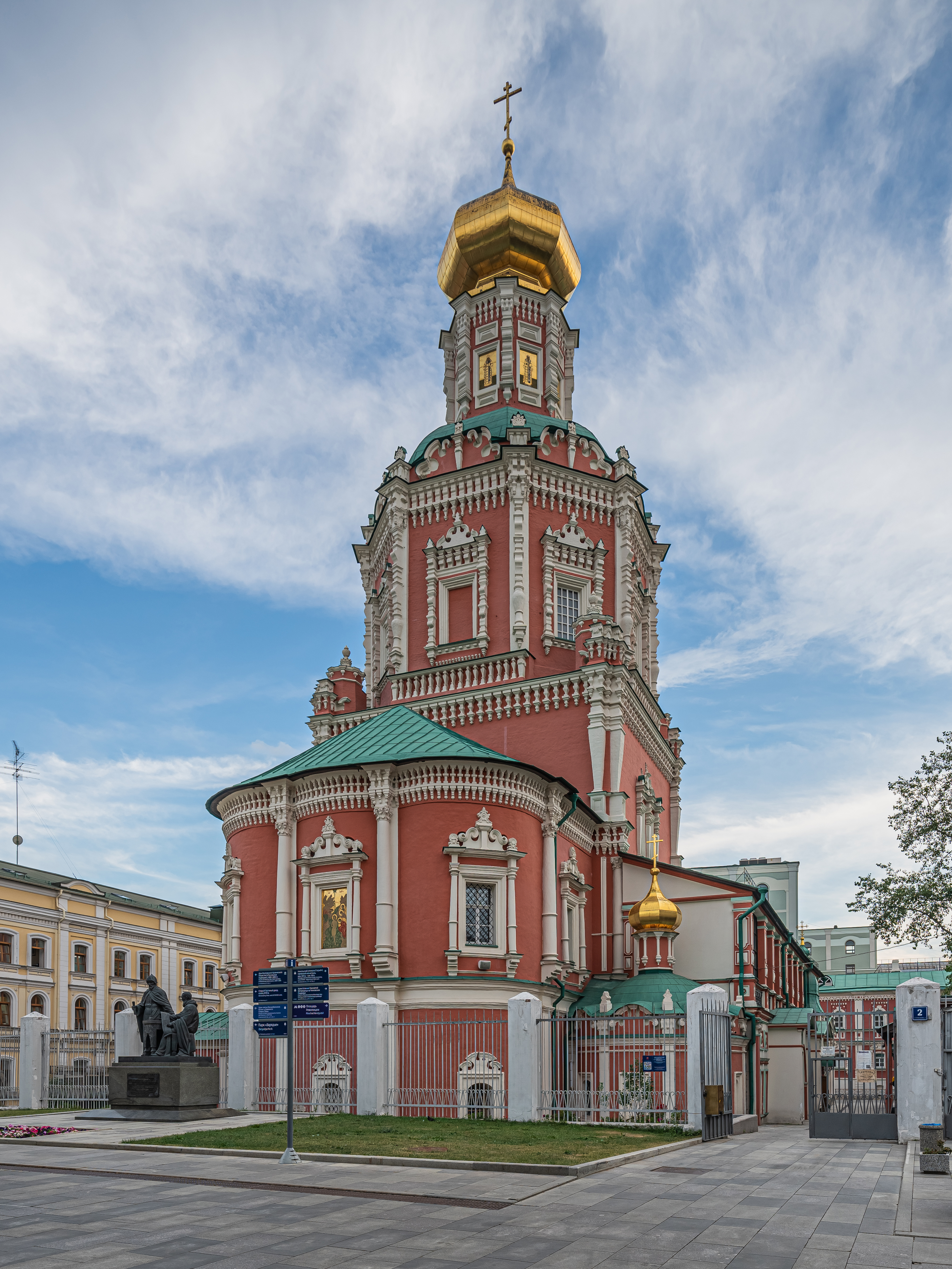
神現修道院の大聖堂

モスクワにある神現修道院（しんげんしゅうどういん、ロシア語: Богоявленский монастырь, ボゴヤヴレンスキイ修道院）は、ロシア正教会の男子修道院。神現祭を記憶している。モスクワでダニイロフ修道院と並んで最古級の修道院である。
モスクワ公ダニイルによって建てられたと伝えられる。創建の年代は1296年から1304年の間であると考えられている。初期の歴史については殆ど判っていないが、古くから多くの巡礼者を集めて敬われてきた修道院である。初期の著名な典院に、ラドネジの聖セルギイの兄ステファンがいる。
最初、修道院は木造で建てられた。神現大聖堂、生神女福音聖堂がその中に含まれる。しかし1340年に焼失すると、イヴァン・カリターによって石造で再建された。現在の大聖堂が建てられている場所に大聖堂が建てられたのは17世紀、その後18世紀にも増改築がなされている。
モンゴル支配下に入った「タタールの軛」、ポーランドの侵攻による大動乱、16世紀・17世紀に相次いだ大火によって、壊滅的被害を受けている。ナポレオン・ボナパルトによる侵攻時にもフランス軍による略奪を受けたが、ナポレオン軍侵攻前に疎開させられていた聖具室の収蔵物は無事であった。
1918年、宗教弾圧政策をとっていたソビエト連邦の時代に入ると、修道院は閉鎖され、大聖堂は教区教会に格下げされた。修道院に鐘楼とともにあった救主聖堂は1920年代に破壊され、神現大聖堂も1929年に閉鎖された。
1991年に主聖堂が国家からロシア正教会に返還された。